# Божурець
Божу́рець (болг. Божурец) — село в Добрицькій області Болгарії. Входить до складу общини Каварна.

## Населення
За даними перепису населення 2011 року у селі проживала 101 особа, з них 81 особа (94,2%) — болгари.
Розподіл населення за віком у 2011 році:
Динаміка населення: